# Закон и ред (сезон 21)
Двадесет и първият сезон на Закон и ред, американска полицейска процедурна и съдебна драма, е поръчан от Ен Би Си на 28 септември 2021 г., повече от десетилетие след първоначалната му отмяна на 24 май 2010 г. Сезонът започва да се излъчва на 24 февруари 2022 г., по средата на телевизионния сезон за 2021 – 2022 г. Поради тази причина сезонът се състои от 10 епизода. През май 2022 г. сериалът е подновен за двадесет и втори сезон.
Антъни Андерсън и Сам Уотърстън се завръщат в ролите си съответно на Кевин Бърнард и Джак Маккой, като към тях се присъединяват новите членове на актьорския състав: Джефри Донован, Камрин Менхайм, Хю Данси и Оделя Халеви. Създателят на сериала Дик Улф се завръща като изпълнителен продуцент, а за шоурънър на сериала е обявен Рик Ейд. Сериалът е продуциран от Улф Ентъртейнмънт и Юнивърсъл Телевижън.

## Актьорски състав и герои

### Главен
- Антъни Андерсън – Старши детектив Кевин Бърнард
- Джефри Донован – Младши детектив Франк Косгроув
- Камрин Менхайм – Лейтенант Кейт Диксън
- Хю Данси – Изпълнителен помощник-окръжен прокурор Нолан Прайс
- Оделя Халеви – Помощник-окръжен прокурор Саманта Марун
- Сам Уотърстън – Окръжен прокурор Джак Маккой

### Гостуващи отЗакон и ред: Специални разследвания
- Маришка Харгитай – Капитан Оливия Бенсън
- Тери Серпико – Шеф Томи Макграт

### Повтарящ се
- Майкъл Бийч – Адвокат на защитата Брайън Харис
- Шейвън Уебстър – Детектив Дани Вертиз

### Гости
- Лиса Ариндел – Вероника Кинг
- Дилън Бейкър – Адвокат на защитата Сандфорд Ремс
- Ричард Х. Блейк – Крис Ууд
- Марша Стефани Блейк – Адвокат на защитата Ерика Найт
- Дейвид Дийн Ботрел – Д-р Патрик Грейди
- Бенджамин Браун – Съдия
- Крисчън Кембъл – Итън Мерит
- Джош Кларк – Грант Фишър
- Алисия Копола – Адвокат на защитата Одри Келер
- Нейтън Дароу – Скот Глийчър
- Ейнджъл Десай – Съдия Роберта Хайнс
- Тейт Елингтън – Колин Бейкър
- Мори Гинсбърг – Адвокат на защитата Скот Куин
- Дарън Голдстийн – Джон Ричардсън
- Карлос Гомес – Марк Мендес
- Къри Греъм – Кайл Суонсън
- Зак Грениър – Ед Занини
- Забрина Гевара – Адвокат на защитата Аманда Стенли
- Патрик Хойсингър – Уайът Акман
- Рики Клийман – Съдия Дийкин
- Рашел Льофевр – Нина Елис
- Норм Люис – Хенри Кинг
- Кери Лоуъл – Помощник-окръжен прокурор Джейми Рос
- Кевин Мамбo – Том Макданиел
- Джефри Нордлинг – Джордан Рийд
- Джак Ноусуърти – Сенатор Джак Нюман
- Кристофър Рандолф – Съдия Линдър
- Дебора Ренард – Одри Уайт
- Марсел Симоно – Райън Бел
- Бони Съмървил – Госпожа Ричардсън
- Франси Суифт – Даяна Маркъс
- Джесика Тък – Клара Нюхол
- Джейд У – Съдия Карол Уорд

## Епизоди
| № | #  | Заглавие                                    | Режисура         | Сценарий                                         | Първо излъчване  | Първо излъчване в България | Рейтинг (в милиони) |
| --- | -- | ------------------------------------------- | ---------------- | ------------------------------------------------ | ---------------- | -------------------------- | ------------------- |
| 457 | 1  | Правилното нещо ("The Right Thing")         | Жан дьо Сегонзак | Дик Улф и Рик Ейд                                | 24 февруари 2022 | 2024                       | 5.80                |
| |    |                                             |                  |                                                  |                  |                            |                     |
| 458 | 2  | Невъзможна мечта ("Impossible Dream")       | Майкъл Пресман   | Рик Ейд По история от: Памела Уешлър и Рик Ейд   | 3 март 2022      | 2024                       | 4.46                |
| Този епизод е вдъхновен от процеса срещу Елизабет Холмс. |    |                                             |                  |                                                  |                  |                            |                     |
| 459 | 3  | Филтриран живот ("Filtered Life")           | Милена Гович     | Арт Аламо и Памела Уешлър                        | 10 март 2022     | 2024                       | 4.21                |
| |    |                                             |                  |                                                  |                  |                            |                     |
| 460 | 4  | Линии на разлома ("Fault Lines")            | Хедър Капиело    | Памела Уешлър и Арт Аламо                        | 17 март 2022     | 2024                       | 4.62                |
| Този епизод е вдъхновен от спора за попечителство на Бритни Спиърс. |    |                                             |                  |                                                  |                  |                            |                     |
| 461 | 5  | Свобода на словото ("Free Speech")          | Алекс Хол        | Рик Ейд                                          | 7 април 2022     | 2024                       | 3.91                |
| |    |                                             |                  |                                                  |                  |                            |                     |
| 462 | 6  | Зла игра ("Wicked Game")                    | Алекс Хол        | Рик Ейд По история от: Памела Уешлър и Арт Аламо | 14 април 2022    | 2024                       | 4.02                |
| |    |                                             |                  |                                                  |                  |                            |                     |
| 463 | 7  | Наследство ("Legacy")                       | Сара Бойд        | Памела Уешлър                                    | 28 април 2022    | 2024                       | 4.15                |
| |    |                                             |                  |                                                  |                  |                            |                     |
| 464 | 8  | Раздяла ("Severance")                       | Янцом Брауен     | Арт Аламо                                        | 5 май 2022       | 2024                       | 4.23                |
| |    |                                             |                  |                                                  |                  |                            |                     |
| 465 | 9  | Великият претендент ("The Great Pretender") | Алекс Хол        | Рик Ейд и Памела Уешлър                          | 12 май 2022      | 2024                       | 3.83                |
| Бърнард и Косгроув идентифицират жертва на убийство, която се е представяла за крадлива светска дама, Ела Уитлок. Нейният убиец, Уайът Акман (Патрик Хойсингър), приема молба да свидетелства срещу чичо си Чарлз Акман (Иън Блекман), изпълнителен директор на „Нортуестърн Фарм“, който е обвинен в смъртта на жертва на свръхдоза оксикодон. Личните пристрастия на Прайс и компрометирането на Уайът от страна на Марун също са поставени под въпрос. - Вдъхновен от новинарски статии и съдебни дела относно производството и манипулирането на пазара на оксикодон от семейство Саклър. |    |                                             |                  |                                                  |                  |                            |                     |
| 466 | 10 | Черно и синьо ("Black and Blue")            | Ерик Ласал       | Рик Ейд                                          | 19 май 2022      | 2024                       | 3.94                |
| * Последно участие на Антъни Андерсън в ролята на старши детектив Кевин Бърнард. |    |                                             |                  |                                                  |                  |                            |                     |